# Begijnhof Oudenaarde

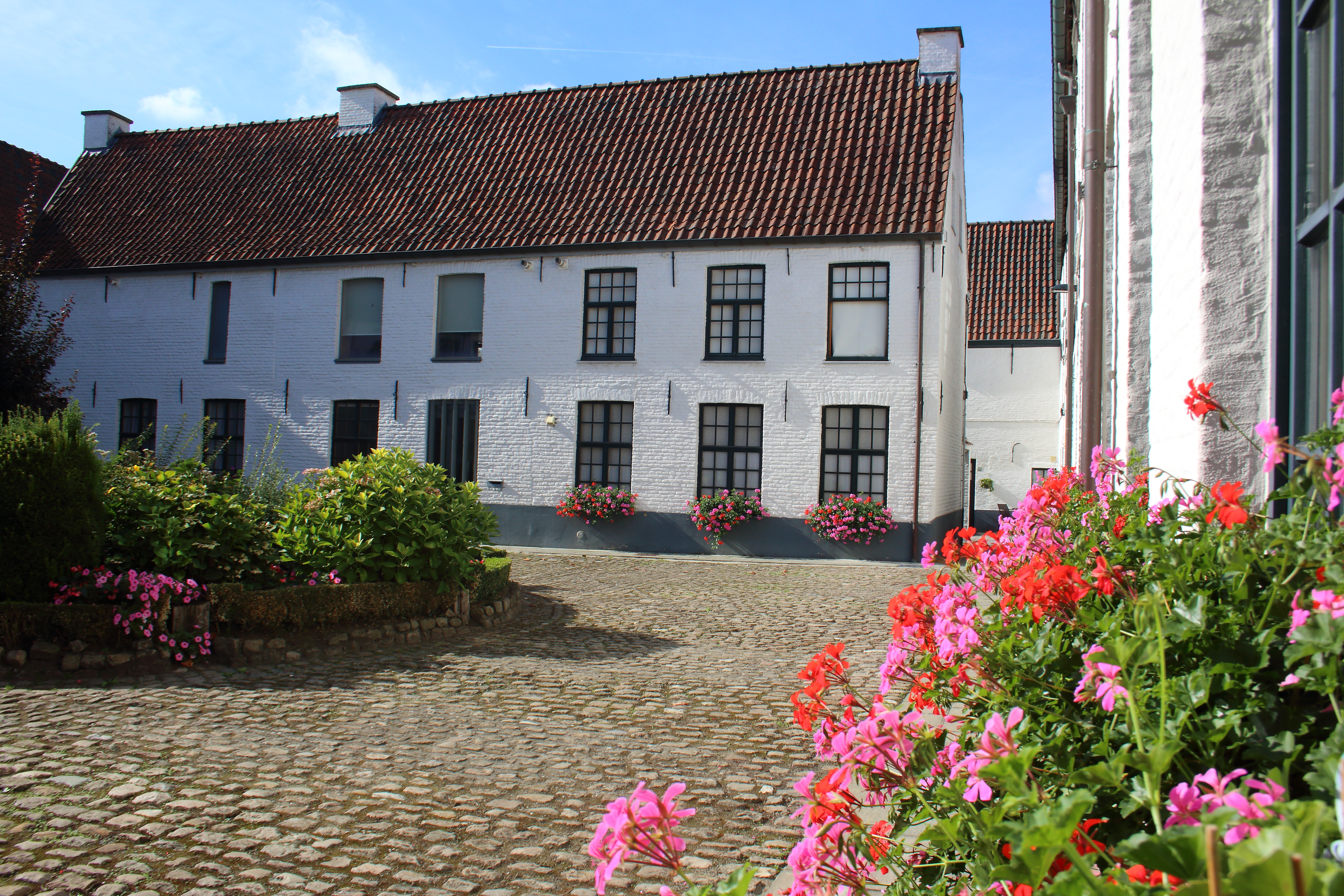
Begijnhof

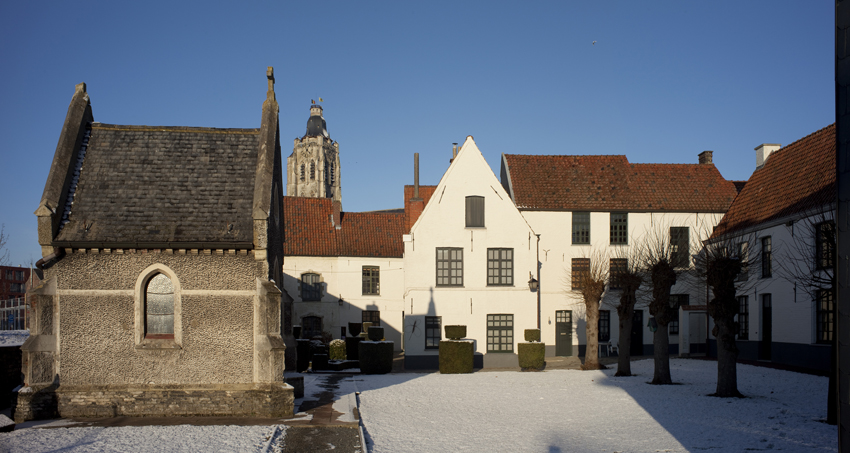
Begijnhof

Het Begijnhof van Oudenaarde is een begijnhof in de Belgische stad Oudenaarde.

## Geschiedenis
Oorspronkelijk verbleven de begijnen achter de Sint-Walburgakerk. In de 15e eeuw kregen zij een onderkomen op de huidige plaats. Vroeger was het begijnhof volledig door water omringd. Opvallend is het kleurrijke barokpoortje met de beeltenis van de heilige Rochus van Montpellier, een pestheilige. De meeste kleine witte woningen werden heropgebouwd in de 19e en 20e eeuw; slechts enkele dateren uit de 17e eeuw. De laatste begijn overleed in 1960.
Tijdens de tweede fase van de beeldenstorm van 20 augustus tot 27 augustus 1566 werd de 16e-eeuwse kapel door de beeldenstormers vernield maar later herbouwd. Het oudste gebouw dateert uit 1500 en was het woonhuis van de rector, de heer Van de Velde die door de geuzen in de Schelde werd geworpen en verdronk.
In oktober 1998 werden 26 Vlaamse begijnhoven voorgesteld om te worden opgenomen op de werelderfgoedlijst. Voor de provincie Oost-Vlaanderen waren naast Oudenaarde ook Aalst, Dendermonde, Gent (Groot en Klein Begijnhof, en Sint-Amandsberg) kandidaat. Op 2 december 1998 werden van de 26 voorstellen uiteindelijk dertien Vlaamse begijnhoven in het ICOMOS-comité van de UNESCO voorgesteld en ingeschreven als representatieve voorbeelden van de groep begijnhoven: vijf van het stedelijk type (a), vier van het pleintype (b) en vier van het gemengde type (c). Voor de provincie Oost-Vlaanderen zijn dit Dendermonde (b), Gent Onze-Lieve-Vrouw ter Hoye (c), Sint-Amandsberg (a).
Sinds 2004 worden de huisjes door de vzw Begijnhof Oudenaarde stelselmatig omgebouwd tot serviceflats voor gepensioneerden.

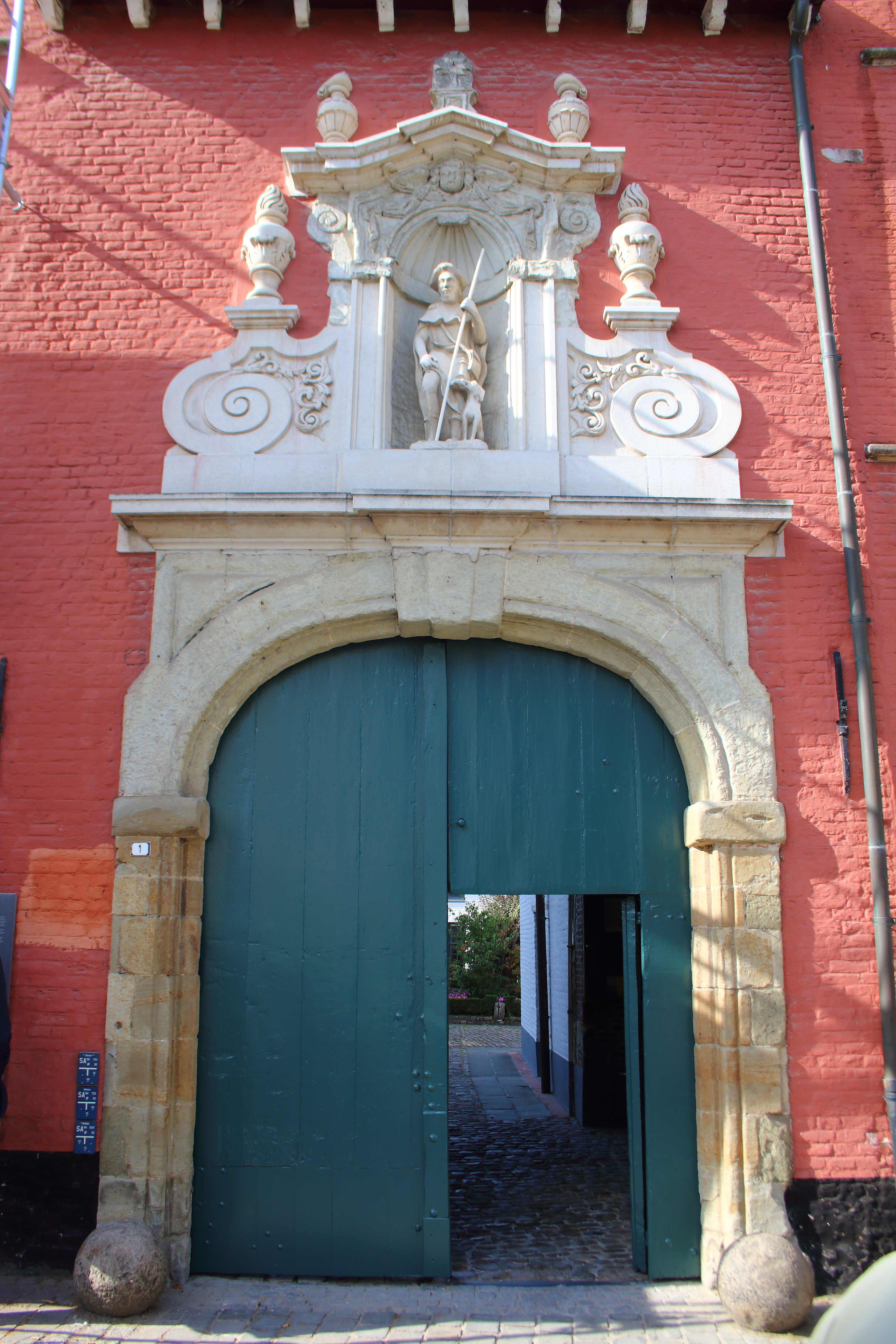
Toegangspoort met beeld van de heilige Rochus
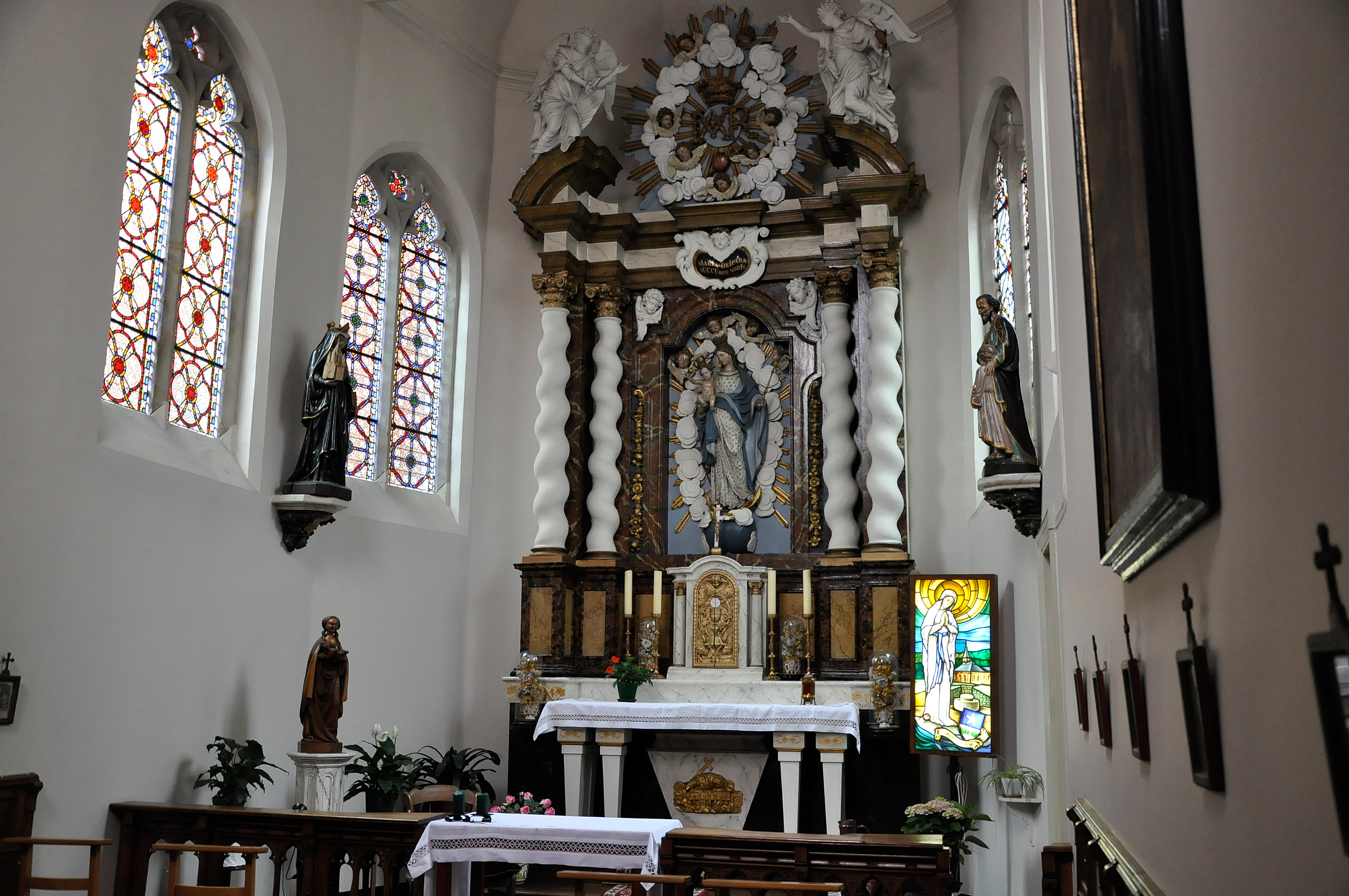
De kapel van het begijnhof
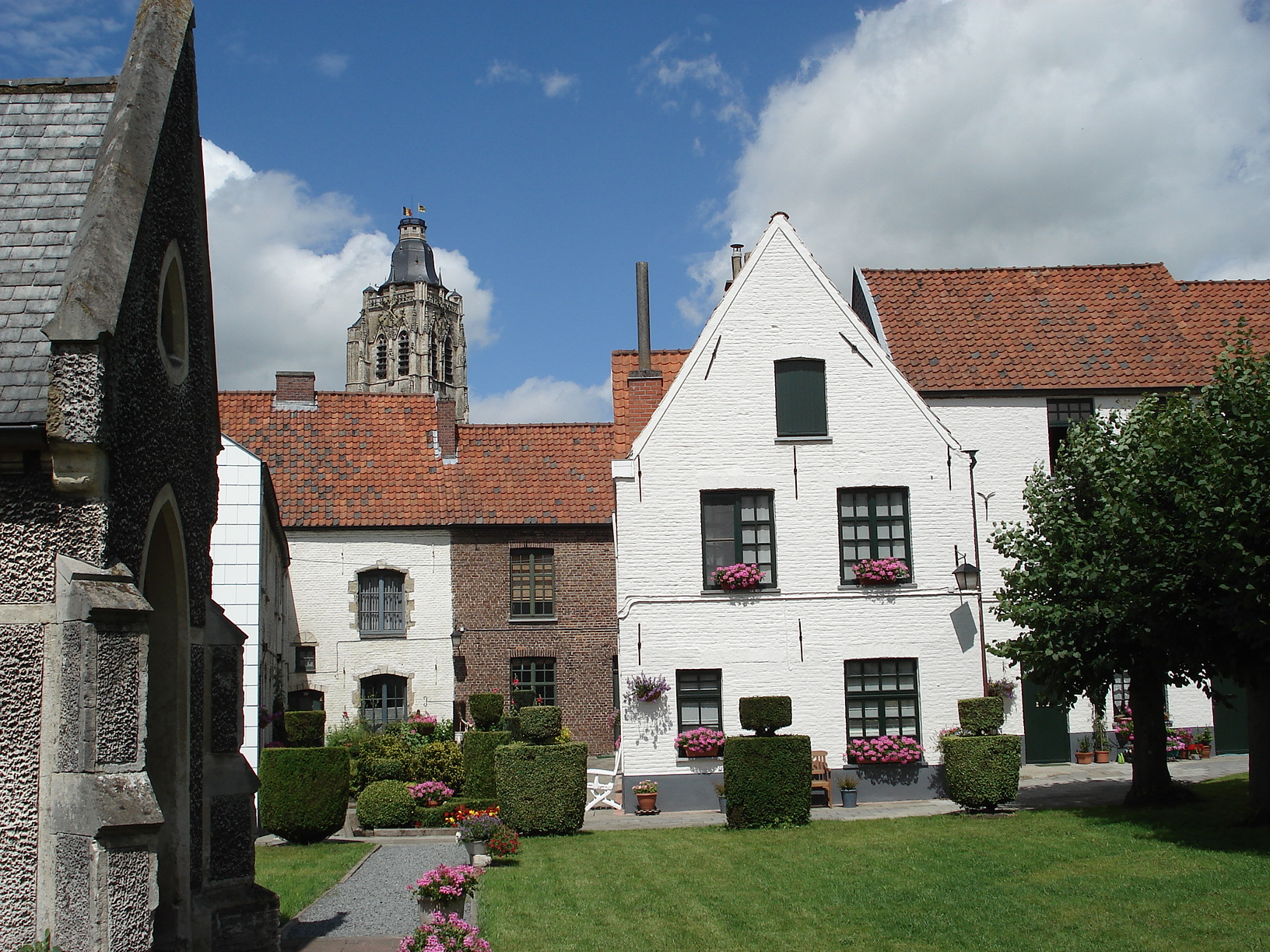
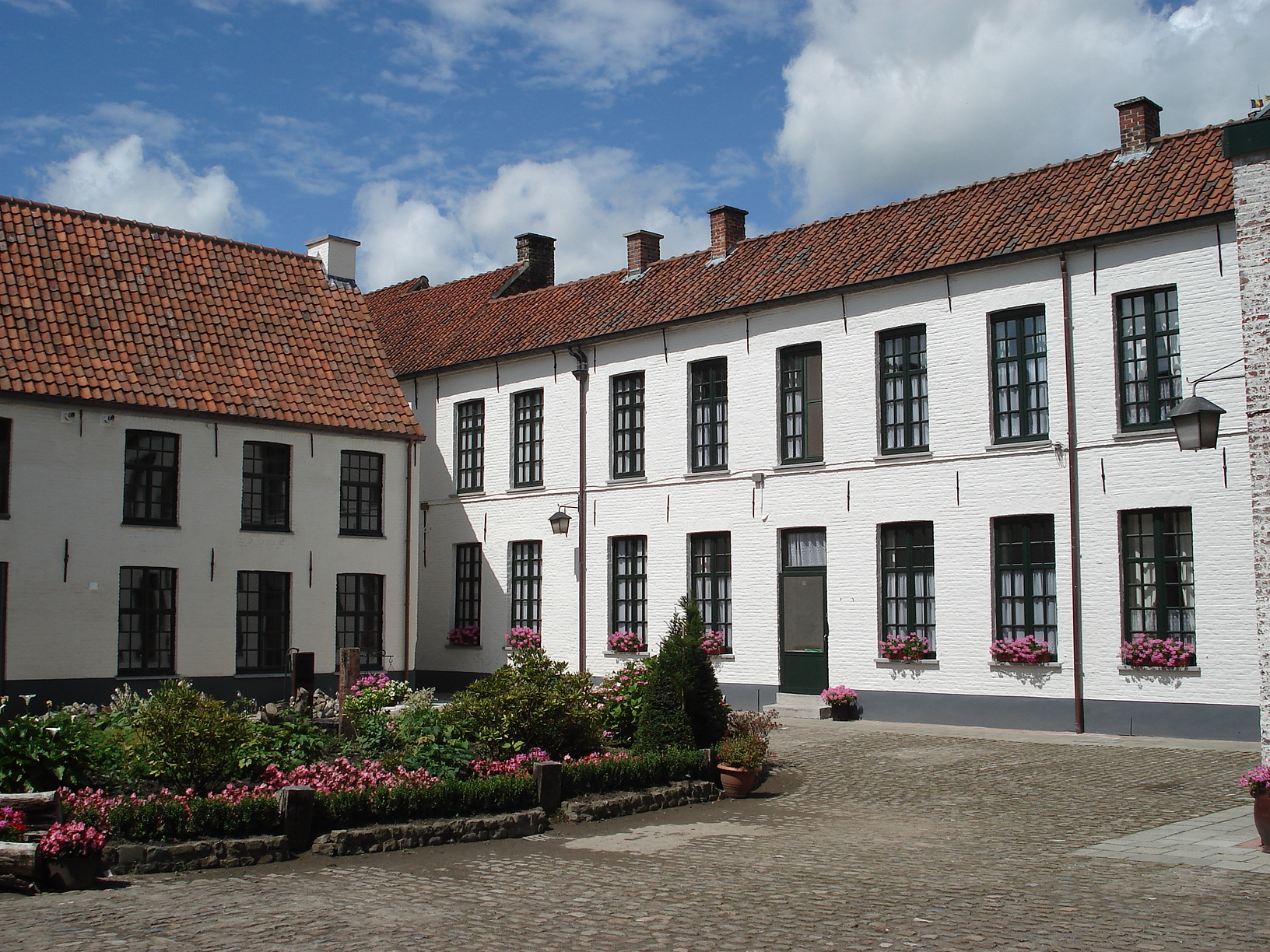
Enkele van de 17e-eeuwse huisjes